# Potamonautes mutandensis
Potamonautes mutandensis is een krabbensoort uit de familie van de Potamonautidae. De wetenschappelijke naam van de soort is voor het eerst geldig gepubliceerd in 1953 door Chace.